# Guillaume d'Estouteville
Guillaume d'Estouteville (pronuncia: de.tut.'vil) italianizzato in Guglielmo Tuttavilla (Estouteville-Écalles, 1403 – Roma, 22 gennaio 1483) è stato un cardinale, arcivescovo cattolico e abate francese.
Di origini francesi, nacque a Estouteville-Écalles o, secondo altre fonti, a Valmont, tra il 1403 e il 1412 in una delle famiglie più possidenti della Normandia. Era imparentato con Guglielmo di Estouteville I, vescovo di Évreux, poi di Auxerre ed infine di Lisieux, con il quale non deve essere confuso.
È il capostipite della più antica linea episcopale conosciuta della Chiesa cattolica.

## Biografia
Era il figlio di Jean d'Estouteville, signore d'Estouteville e Valmont, ciambellano del duca d'Orléans e Grand bouteiller de France, e di Marguerite d'Harcourt.
Entrò giovanissimo nell'ordine della Congregazione cluniacense. Ottenne il dottorato in diritto canonico presso l'Università di Parigi. Nel 1432 fu nominato canonico del capitolo della cattedrale di Lione e l'anno successivo arcidiacono della cattedrale di Angers.

### Cariche
Guillaume d'Estouteville cumulò, nel corso della sua carriera ecclesiastica, un gran numero di cariche.
Fu eletto dal capitolo vescovo di Angers il 27 febbraio 1439, ma, nonostante la conferma pontificia del mese successivo, non s'insediò mai nella sede per l'opposizione del re Carlo VII di Francia, che impugnò la nomina in base alla Prammatica sanzione. Divenne allora nel 1439 vescovo in commendam di Digne e lo stesso anno venne nominato amministratore apostolico delle sedi vescovili di Couserans e di Mirepoix, nel 1444 divenne abate di Mont-Saint-Michel, nel 1450 fu nominato amministratore apostolico di Lodève, nel 1453 divenne vescovo di San Giovanni di Moriana, nell'aprile dello stesso anno arcivescovo di Rouen, nel 1456 fu nominato abate commendatario di Saint-Gildas-des-Bois, nel 1462 divenne abate di St. Ouen a Rouen e nel 1466 abate dell'abbazia di Montebourg, nel 1471 priore di Saint-Martin-des-Champs.  Nel 1441 fu nominato amministratore apostolico della diocesi di Nîmes, carica che tenne fino al 1450. Altre cariche gli furono assegnate durante il periodo di cardinalato.

### Cardinalato
Fu creato cardinale durante il concistoro del 18 dicembre 1439 da papa Eugenio IV con il titolo di Cardinale presbitero dei Santi Silvestro e Martino ai Monti e successivamente fu nominato cardinale vescovo di Porto-Santa Rufina, mantenendo comunque, per autorizzazione pontificia, anche il titolo dei Santi Silvestro e Martino ai Monti, che nel 1459 cambiò con quello di Santa Pudenziana. Nel 1440 fu Camerlengo del Sacro Collegio (carica che ricoprì per la seconda volta nel 1465 ed una terza nel 1472).
Fu inviato in Francia come legato pontificio da papa Niccolò V per tentare di risolvere i contrasti tra Carlo VII e l'Inghilterra nel 1451; ebbe la possibilità di revisionare le ipotesi accusatorie dell'inquisitore generale Jean Brehal, una revisione ex officio del famoso caso di Giovanna d'Arco; successivamente riformò lo statuto dell'Università di Parigi. Mediò con successo i contrasti fra il regno di Francia ed il ducato di Savoia, mediazione che portò alla conclusione del trattato di Cleppié (dal nome del castello ove fu sottoscritto, nel territorio del comune di Feurs) il 27 ottobre 1452.
Nel 1453 fu nominato arciprete della Basilica Liberiana in Roma. Nel 1462 divenne decano del Sacro Collegio e cardinale vescovo di Ostia-Velletri. Nel 1453 fu inviato alla corte di Francia come legato pontificio per convincere re Carlo VII a partecipare alla crociata indetta da papa Nicola V, ma non ebbe successo. A Bourges presiedette ad un'assemblea del clero sul ruolo della Prammatica sanzione ed infine tornò a Roma, dove trascorse il resto della propria vita. Fu Camerlengo di Santa Romana Chiesa dal 1477 fino alla morte.
Nel conclave del 1458 che elesse Papa Pio II era prossimo ad essere eletto al soglio pontificio ma il cardinale Piccolomini, con arte ed eloquenza, seppe incutere, nei cardinali elettori, timori e rischi su un'eventuale elezione di d'Estouteville, tanto che nessuno ottenne la maggioranza dei voti necessari. Le sue speranze svanirono poi definitivamente allorché con la procedura di accessus si arrivò all elezione di Pio II.
Grande mecenate, si occupò della costruzione degli edifici religiosi di Rouen, Mont Saint-Michel, Pontoise e Gaillon, promuovendo numerose costruzioni di propria iniziativa. Un esempio è la chiesa di Sant'Agostino in Roma, interamente ricostruita grazie alla sua munificenza.

## Famiglia e discendenza
Guillaume d'Estouteville ebbe diversi figli naturali, nati dalla relazione avuta con la nobildonna romana Girolama Tosti: 
- Girolamo, cortigiano e politico, fedele di Ludovico il Moro e tesoriere di Beatrice d'Este.[2]
- Caterina, sposatasi con Saba Mattei, uno dei figli di Ludovico I Mattei.
- Margherita, sposatasi con Mario Massimo, figlio del dottore in legge e politico Francesco Massimo.
- Giulia, sposatasi con Giorgio, figlio del notaio Camillo Beninbene.
- Agostino, vescovo di Sarno dal 1496 al 1501.

## Conclavi
Durante il suo cardinalato Guillaume d'Estouteville partecipò ai seguenti conclavi:
- conclave del 1447, che elesse papa Niccolò V
- conclave del 1458, che elesse papa Pio II
- conclave del 1464, che elesse papa Paolo II
- conclave del 1471, che elesse papa Sisto IV

ma non partecipò, essendo assente da Roma, al conclave del 1455, che elesse papa Callisto III.

## Successione apostolica
La successione apostolica è:
- Vescovo Miles d'Illiers (1459)
- Vescovo Nicolas Boutaut (1461)
- Vescovo Amauri d'Acigné (1462)
- Vescovo Garsias de La Mothe (1465)
- Cardinale Antonio Jacopo Venier (1465)
- Vescovo Antonio Alamandi (1466)
- Vescovo Branda Castiglioni (1466)
- Papa Sisto IV (1471)

## Ascendenza
|                           |                   |                          | Genitori               |  |  | Nonni |  |  | Bisnonni                  |  |  | Trisnonni                |  |
|                           |                   |                          |                        |  |  |       |  |  | Nicolas II d'Estouteville |  |  | Robert VI d'Estouteville |  |
|                           |                   |                          |                        |  |  |       |  |  | Nicolas II d'Estouteville |  |  | Robert VI d'Estouteville |  |
|                           |                   | Marguerite d'Hotot       |                        |  |  |       |  |  | Nicolas II d'Estouteville |  |  |                          |  |
| Robert VII d'Estouteville |                   |                          |                        |  |  |       |  |  | Nicolas II d'Estouteville |  |  |                          |  |
|                           |                   | Jeanne de La Tournelle   | Robert de La Tournelle |  |  |       |  |  |                           |  |  |                          |  |
|                           |                   | Jeanne de La Tournelle   | Robert de La Tournelle |  |  |       |  |  |                           |  |  |                          |  |
|                           |                   | Jeanne de La Tournelle   | Marie de Ferrières     |  |  |       |  |  |                           |  |  |                          |  |
| Jean II d'Estouteville    |                   | Jeanne de La Tournelle   |                        |  |  |       |  |  |                           |  |  |                          |  |
|                           |                   | Charles I de Montmorency | Jean I de Montmorency  |  |  |       |  |  |                           |  |  |                          |  |
|                           |                   | Charles I de Montmorency | Jean I de Montmorency  |  |  |       |  |  |                           |  |  |                          |  |
|                           |                   | Charles I de Montmorency | Jeanne de Calletot     |  |  |       |  |  |                           |  |  |                          |  |
| Marguerite de Montmorency |                   | Charles I de Montmorency |                        |  |  |       |  |  |                           |  |  |                          |  |
|                           |                   | Jeanne de Roucy          | Jean V de Roucy        |  |  |       |  |  |                           |  |  |                          |  |
|                           |                   | Jeanne de Roucy          | Jean V de Roucy        |  |  |       |  |  |                           |  |  |                          |  |
|                           |                   | Jeanne de Roucy          | Marguerite de Beaumez  |  |  |       |  |  |                           |  |  |                          |  |
| Guillaume d'Estouteville  |                   | Jeanne de Roucy          |                        |  |  |       |  |  |                           |  |  |                          |  |
|                           | Jean V d'Harcourt | Jean IV d'Harcourt       |                        |  |  |       |  |  |                           |  |  |                          |  |
|                           | Jean V d'Harcourt | Jean IV d'Harcourt       |                        |  |  |       |  |  |                           |  |  |                          |  |
|                           | Jean V d'Harcourt | Isabeau de l'Archevêque  |                        |  |  |       |  |  |                           |  |  |                          |  |
| Jean VI d'Harcourt        | Jean V d'Harcourt |                          |                        |  |  |       |  |  |                           |  |  |                          |  |
|                           |                   | Blanche d'Aumale         | Jean II d'Aumale       |  |  |       |  |  |                           |  |  |                          |  |
|                           |                   | Blanche d'Aumale         | Jean II d'Aumale       |  |  |       |  |  |                           |  |  |                          |  |
|                           |                   | Blanche d'Aumale         | Catherine d'Artois     |  |  |       |  |  |                           |  |  |                          |  |
| Marguerite d'Harcourt     |                   | Blanche d'Aumale         |                        |  |  |       |  |  |                           |  |  |                          |  |
|                           |                   | Pierre I de Bourbon      | Louis I de Bourbon     |  |  |       |  |  |                           |  |  |                          |  |
|                           |                   | Pierre I de Bourbon      | Louis I de Bourbon     |  |  |       |  |  |                           |  |  |                          |  |
|                           |                   | Pierre I de Bourbon      | Marie de Hainaut       |  |  |       |  |  |                           |  |  |                          |  |
| Catherine de Bourbon      |                   | Pierre I de Bourbon      |                        |  |  |       |  |  |                           |  |  |                          |  |
|                           |                   | Isabelle de Valois       | Charles de Valois      |  |  |       |  |  |                           |  |  |                          |  |
|                           |                   | Isabelle de Valois       | Charles de Valois      |  |  |       |  |  |                           |  |  |                          |  |
|                           |                   | Isabelle de Valois       | Mahaut de Châtillon    |  |  |       |  |  |                           |  |  |                          |  |
|                           |                   | Isabelle de Valois       |                        |  |  |       |  |  |                           |  |  |                          |  |